# Tidal (услуга)
Tidal је норвешка претплатничка музички базирана, подкаст и видео-стриминг услуга која комбинује аудио и музичке видео-записе високе дефиниције са ексклузивним садржајем и специјалним карактеристикама на музици. Tidal је покренут 2014. године од стране норвешког јавног предузећа Aspiro-а и сада је у власништву Project Panther Bidco-а.
Од 2021. године, Tidal је доступан у Србији.